# Ataeniopsis jaltipani
Ataeniopsis jaltipani är en skalbaggsart som beskrevs av Zdzisława Stebnicka 2003. Ataeniopsis jaltipani ingår i släktet Ataeniopsis och familjen Aphodiidae. Inga underarter finns listade.